# Queen's Club Championships 1983
I Queen's Club Championships 1983 (conosciuti pure come Artois Championships per motivi di sponsorizzazione) sono stati un torneo di tennis giocato sull'erba. È stata la 90ª edizione dei Queen's Club Championships e faceva parte del Volvo Grand Prix 1983. Si è giocato al Queen's Club di Londra in Inghilterra, dal 6 al 12 giugno 1983.

## Campioni

### Singolare
Jimmy Connors ha battuto in finale  John McEnroe con il punteggio di 6–3, 6–3.

### Doppio
Brian Gottfried /  Paul McNamee hanno battuto in finale  Kevin Curren /  Steve Denton con il punteggio di 6–4, 6–3.